# Exotic (kattenras)

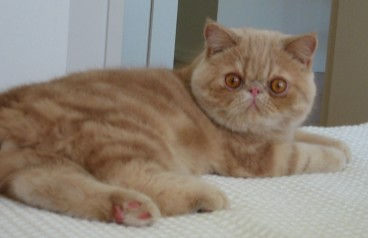
crèmegemarmerde exotic

De exotic is een kattenras. Het is de kortharige variëteit van de pers.

## Herkomst
De Exotic Shorthair ontstond in de Verenigde Staten in de late jaren 50 en vroege jaren 60. Een groep fokkers van de Amerikaanse korthaar wilde de lichaamsbouw van hun katten steviger maken en een mooier zilverkleurig patroon verkrijgen. Ze begonnen in het geheim Perzen in te kruisen met American Shorthairs om deze eigenschappen te verbeteren. De resulterende kittens hadden een zwaarder lichaam, een rondere kop, een kortere neus en een dichtere, korte tot halflange vacht.
Niet alle fokkers waren blij met deze veranderingen. Sommigen vonden dat de oorspronkelijke American Shorthair, als natuurlijk “boerenkattenras”, niet vermengd moest worden met andere rassen zoals de Pers. De veranderingen in bouw en uiterlijk zorgden ervoor dat de katten steeds minder op de oorspronkelijke Amerikaanse korthaar leken.
De situatie dreigde ertoe te leiden dat deze nieuw ontstane katten niet meer welkom zouden zijn in de reguliere fokprogramma’s. Tot CFA-jurylid Jane Martinke het voorstel deed om deze katten als een apart ras te erkennen. In 1967 erkende de CFA de Exotic Shorthair officieel als kampioenschapsras.
In de beginfase werd het ras verder ontwikkeld door kruisingen met onder andere de Burmees en de Blauwe Rus, om het dominante kortharige gen te behouden. Naarmate de populariteit toenam, werd het fokprogramma echter steeds selectiever. In 1987 sloot de CFA het ras af voor kruisingen met andere kortharige rassen; vanaf dat moment mocht alleen nog de Pers worden gebruikt als outcross.
Hoewel de eerste Exotic Shorthairs vooral gefokt werden in zilverkleur, kwamen al snel alle kleurslagen en patrooncombinaties voor die ook bij de Pers gebruikelijk zijn. Dit was mogelijk doordat het gen voor korthaar dominant is, waardoor een kortharig kitten gemakkelijk in een specifieke kleurslag kon worden doorgefokt. Door het regelmatige terugkruisen met Perzen om de gewenste bouw en vacht te behouden, worden er ook langharige kittens geboren.
De Exotic Shorthair deelt vrijwel alle kenmerken van de Pers, behalve de vachtlengte. Het uiterlijk is brachycefaal: de kat heeft een korte snuit en een plat gezicht. Door selectieve fok zijn deze trekken in de loop der tijd extremer geworden, mede doordat het zogenoemde “Peke-faced” uiterlijk populair werd op kattenshows. Uiteraard hadden de vroege Exotics nog niet zo duidelijk deze kenmerken.

## Fokselectie
Er was een jarenlange selectie op het gewenste gedrongen type en de expressieve korte kopvorm. Ook kostte het een tijd voordat de gewenste dikke maar korte vacht met veel ondervacht gestandaardiseerd was. Omdat een lange vacht makkelijker kleine foutjes in bottenbouw en kopvorm verdoezelt, maar bij een korthaar alles meteen zichtbaar is, moet een exotic van goeden huize komen om het goed te doen op een kattententoonstelling. Een brede korte kop en een gedrongen stevig lichaam met forsgebouwde poten is niet makkelijk te fokken. Toch zijn er ook in Nederland vergelijkbare fokprogramma’s als in de Verenigde Staten gestart en hebben een paar fokkers het korthaar gen geleend van een Britse korthaar en hebben door steeds terug te kruisen met een pers eigen Nederlandse lijnen opgezet. Momenteel is de exotic in Nederland een mix van Amerikaanse en Nederlandse lijnen. Er zijn niet veel exotic-fokkers die zich puur richten op deze variëteit. De meeste mensen fokken ook perzen en vinden het aardig om ook af en toe kortharige perzen (wat exotics in wezen zijn) te fokken. De fokpraktijk is ook meestal zo dat men een exotic met een pers kruist. Hieruit komen immers vanwege het dominant zijn van het korthaar-gen de helft kortharige kittens. Sommige fokkers koppelen ook wel twee exotics, maar omdat er niet veel dieren en lijnen zijn, is een pers vaker een keuze. Dit komt ook doordat net zoals de pers de fokkerij verschillende kleurrichtingen kent. Er zijn mensen die zich specialiseren in zilveren exotics, terwijl anderen zich toeleggen op het doorfokken van deze kortharige pers in de klassieke kleuren blauw en crème. Weer een andere groep probeert bijvoorbeeld het colourpoint-patroon in het korthaar te fokken. Mede door deze fokpraktijk waarbij men steeds weer teruggrijpt op het "moederras" de pers, zijn er geen aparte rasverenigingen voor de exotic, maar valt deze onder de perzenclubs.

## Uiterlijk
De exotic ziet eruit als een pers, maar dan met een kortharige vacht. Het is een zeer stevig gebouwd dier. De kop is rond en massief met een brede schedel en staat op een korte brede nek. De grote ronde ogen staan wijd uiteen. De neus is kort en kent een geprononceerde "stop" tussen de ogen. De oren zijn klein en afgerond van vorm. Ze staan recht in de kop geplant, ver uiteen en laag op het hoofd. De wangen zijn vol van vorm met brede, krachtige kaken en een goed sluitend gebit.
Het lichaam is gespierd, compact en gedrongen. De kat staat laag op de korte, stevige, dikke, rechtstaande poten. De borstkas is breed en diep en de kat heeft brede schouders en een brede ruglijn. De voeten zijn groot, rond en stevig. De staart is kort en dicht ingeplant behaard met een afgerond einde. De vacht is dicht ingeplant, stevig maar zacht aanvoelend. Hij staat uit van het lichaam doordat de ondervacht bijzonder sterk ontwikkeld is.

## Karakter
Exotics hebben een rustig, aanhankelijk en lief karakter. In feite hebben Exotics hetzelfde karakter als de Pers, maar zijn ze actiever en net iets speelser. Ze zijn makkelijk in de omgang en niet snel van hun stuk te brengen. Over het algemeen zijn ze erg aanhankelijk, echter zijn ze tegenover vreemden een stuk terughoudender Een exotic is niet opdringerig, beleefd en vraagt op een lieve manier om aandacht door iemand aan te kijken of zachtjes te miauwen. De meeste exotics vinden het heerlijk om veel geaaid te worden en dicht bij hun eigenaar te zijn. Het is echter geen kat die snel op schoot zal komen liggen of graag opgetild wordt. Exotics zijn erg sociale dieren – ze kunnen goed overweg met andere katten en ook honden en kinderen zijn geen probleem. Ze functioneren prima in een gezin waarin meerdere huisdieren aanwezig zijn en zullen niet vaak last hebben van jaloezie of territoriumgedrag. Een exotic is niet zo uitbundig als een siamees maar zeker zo aanhankelijk maar dan op een veel ingetogener en bescheidener manier.

## Onderhoud
Hoewel de exotic geen langharige kat is, moet de dikke pluche vacht toch regelmatig geborsteld worden, vooral in de ruiperiodes, om de losse haren te verwijderen en vervilting van de dicht ingeplante ondervacht te voorkomen. Door de kort gefokte kop zijn deze dieren, net zoals de pers, gevoeliger voor oog- en neusinfecties omdat de traanbuizen meestal niet correct gevormd of aangelegd zijn. Het goed dagelijks schoonhouden van de ogen met een vochtig watje is nodig. Eigenaren die met hun kat aan een tentoonstelling deelnemen hebben meer onderhoud want zij dienen te voorkomen dat de dikke ondervacht door te intensief borstelen verdwijnt. De kop moet getoiletteerd worden (bijvoorbeeld oorpluimpjes verwijderen) en een aantal dagen voor de tentoonstelling de kat baden. Ook hoort hierbij het beperkt gebruik van toiletteermiddelen als poeder en coat-gloss.

## Gezondheid
Aangezien de Exotic een kortharige pers is, komen ook bij dit dochterras specifieke erfelijke afwijkingen vaak voor. Het gaat hier om een erfelijk dominant probleem genaamd cystenieren (PKD). Deze ziekte resulteert in een voortijdig overlijden aan nierfalen. In ontwikkelde landen blijkt de kans dat een Exotic PKD heeft tussen de 40 en 50% te liggen. Preventieve fokmaatregelen betreffen hierbij het maken van een echo of het laten uitvoeren van een DNA-test. Ook komt bij het ras een erfelijke hartafwijking voor waarop fokdieren jaarlijks gescand kunnen worden, hypertrofische cardiomyopathie (HCM). De extreem brachycefale kopvorm kan leiden tot het brachycefaal obstructief syndroom door de soms ontbrekende of misvormd aangelegde traanbuizen, niet sluitend gebit en oogontstekingen. Omdat er op een zo plat mogelijk gezicht gefokt wordt zijn ook de neusgaten en inwendige neusgangen klein aangelegd, wat tot geringe tot ernstige benauwdheid leidt. Dit uit zich bijvoorbeeld in de vorm van snuiven en snurken. Dit type katten kan dan ook slecht tegen warm en vochtig weer en een voorste luchtweginfectie als niesziekte leidt sneller tot ernstige complicaties. Naast de erfelijke nierziekte, hartaandoening, traanafvoerproblemen en klachten van benauwdheid komen er ook geboorteproblemen voor wegens de kop die in verhouding tot het bekken groot is.

## Kengegevens
- Ontstaan: In de VS in de jaren zestig toen perzenfokkers met behulp van andere rassen een kortharige pers wilden creëren.
- Komt uit: VS en later ook uit vergelijkbare fokprogramma's in Europa
- Andere naam: Kortharige pers
- Gewicht: 4-8 kg
- Karakter: rustig, aanhankelijk, evenwichtig
- Kleuren: de meeste patroon- en vachtcombinaties komen voor, dezelfde als ook in een wijd scala bij de pers voorkomen.